# Ricardo Burillo Stholle
Ricardo Burillo Stholle (1891-1940) va ser un militar espanyol que va participar en la Guerra Civil espanyola defensant a la II República Espanyola, exercint importants llocs de caràcter policial i militar. Com a Director General de Seguretat a Catalunya, la repressió i desmantellament del POUM es va realitzar sota les seves ordres. Però si hi ha alguna cosa pel que ha destacat en la historiografia franquista es tracta de l'assassinat de Calvo Sotelo. Des dels començaments de la Guerra civil va quedar assenyalat com un dels alts comandaments republicans implicats en l'assassinat, del que sempre va negar-ne haver tingut qualsevol coneixement.

## Biografia
Ricardo Burillo va néixer en 1891, en el si d'una família aristòcrata i conservadora. Precisament, és descrit per l'historiador Hugh Thomas com un Aristòcrata esquerrà, purità, anticlerical i romàntic.

### II República
Va entrar en l'exèrcit, on aconseguiria el grau de Comandant d'Infanteria. Ja instaurada la Segona República Espanyola va entrar a formar part la Guàrdia d'Assalt, on es va convertir en comandant del 2n Grup d'Assalt amb base en el caserna de Pontejos, annex a l'edifici del Ministeri de Governació en plena Puerta del Sol de Madrid. Ja el 1936 és militant del Partit Comunista d'Espanya i membre actiu de la Unió Militar Republicana Antifeixista (UMRA).
El 12 de juliol es troba de servei en la caserna de Pontejos quan li va sorprendre l'assassinat del tinent Castillo, oficial de la Guàrdia d'Assalt que havia estat assassinat per uns pistolers d'extrema dreta. Castillo està destinat en el Grup d'Assalt que dirigeix Burillo i alguns companys de Castillo clamen venjança en el seu funeral, que acabarà donant lloc a l'assassinat del diputat dretà José Calvo Sotelo. El fet de ser el superior del tinent Castillo i pertànyer tots dos al mateix grup d'Assalt li deixarà tocat per les sospites sobre la seva participació o coneixement de l'assassinat del diputat del Bloque Nacional. A partir de llavors, per a alguns sectors passarà a ser un dels alts comandaments de l'Estat republicà responsables de la mort Calvo Sotelo, si bé ell la va negar sempre. Per a alguns historiadors com Ian Gibson tal acusació manca de base i és totalment infundada.

### Guerra Civil espanyola
Iniciada la Guerra Civil espanyola, es manté fidel al govern republicà i al capdavant del seu grup d'Assalt participa en l'Assalt a la Caserna de la Muntanya, que s'havia declarat en rebel·lia. Una vegada controlada la revolta a Madrid, ell i els seus homes formen una Columna al costat de nombrosos milicians i es dirigeixen a la Serra de Guadarrama, on mantindran aferrissats combats en els passos de Somosierra i de l'Alto del León. Per la seva participació en aquests combats serà ascendit a Tinent Coronel. Més tard, es dirigirà al sud, on participa en les últimes operacions del setge de l'Alcàsser de Toledo, que fins llavors havien resultat totes fallides. Una vegada caiguda Toledo en mans revoltades, Burillo va estar present en diferents accions del Front del Centre, intentant posar ordre entre els milicians de la seva columna que es troben totalment desmoralitzats. Més tard participarà al costat de la seva columna en la Defensa de Madrid. A la fi de 1936 abandona la seva columna i passa a dirigir la 9a Divisió de recent creació. Amb aquesta unitat estarà present en alguns sectors del Front de Madrid, fins a febrer de 1937, quan es produeix l'inici d'una ofensiva franquista al sud de Madrid de Madrid. Per detenir-la, els republicans van organitzar dues agrupacions de defensa: un d'elles va estar sota el comandament de Burillo i depenia de l'Exèrcit del Centre al comandament del General Pozas).
Ja per aquestes dates va començar a mostrar oberta simpatia cap als comunistes. Temps després li va confessar al President de la República, Manuel Azaña, que ell era fidel a l'Exèrcit, al Partit Comunista i a la Lògia Masónica. Després dels fets de maig, va assumir el càrrec de Cap superior de la Direcció General de Seguretat a Barcelona, càrrec des del qual va dur a terme la repressió contra el POUM, un partit comunista d'orientació trotskista que havia participat en els disturbis de Barcelona al costat dels anarquistes de la CNT-FAI. Així, sota les ordres de Burillo, el 16 de juny és clausurada la seu del POUM en l'Hotel Falcón i són detinguts els membres del partit, entre ells el seu màxim dirigent, Andreu Nin, sota l'acusació d'espionatge franquista. Tres mesos després, deixà aquest càrrec i va passar a dirigir els Cossos d'Exèrcit III i XXII, i més tard el recentment creat Exèrcit d'Extremadura. Al capdavant d'aquesta unitat estarà durant llarg temps, en un front que amb prou feines es distingeix per accions militars de rellevància.
No obstant això, en l'estiu de 1938 l'Exèrcit franquista del Sud al comandament del General Queipo de Llano reactivarà el front secundari d'Extremadura amb diverses ofensives que provoquen l'ensulsiada consecutiva de les línies republicanes. Les tropes franquistes aconseguiran conquistar amplis territoris i fer una important quantitat de presoners, a més deixar a la vista la ineficàcia de l'Exèrcit d'Extremadura. Encara que va ser assenyalat de no haver estat a l'altura de les circumstàncies, els desastres militars a Extremadura van provocar la seva destitució fulminant el 25 de juliol, quedant en un plànol apartat durant els següents mesos.
Als moments finals de la Segona República, com d'altres militars republicans, Burillo es va apartar del seu anterior recent passat comunista i va començar a mostrar-se partidari de negociar la pau amb Franco a través de contactes de l'Exèrcit franquista. Ell i d'altres militars republicans s'havien fet militants comunistes sol per raons conjunturals. Quan va esclatar la revolta del Coronel Casado ràpidament s'hi va unir i com a responsable d'Ordre públic de la zona de Llevant va aconseguir retenir València i Alacant pel Consell Nacional de Defensa. Més tard, dirigirà a Alacant l'evacuació d'alguns dels militars i polítics republicans més compromesos.

### Postguerra i afusellament
El 1940 va ser detingut pel nou Règim franquista. Se'l va acusar, entre altres delictes, de ser el responsable directe de l'assassinat Calvo Sotelo, cosa que negaria des del primer moment fins al dia de la seva mort. Jutjat per un Consell de guerra, al final és condemnat a tres penes de mort i finalment afusellat.